# Orford Ness
Orford Ness (engelska: Orfordness) är en udde i civil parish Orford, i distriktet East Suffolk, i Storbritannien. Den ligger i riksdelen England, i den sydöstra delen av landet, 130 km nordost om huvudstaden London.
Terrängen inåt land är mycket platt. Havet är nära Orford Ness åt sydost.  Närmaste större samhälle är Felixstowe, 19,8 km sydväst om Orford Ness. 